# Wilbur J. Cohen

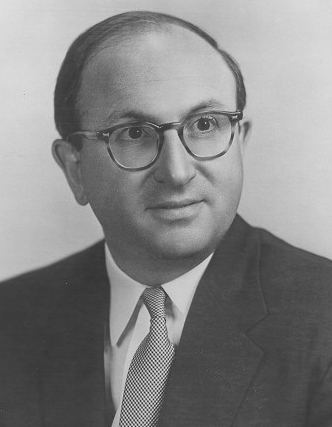
Wilbur J. Cohen

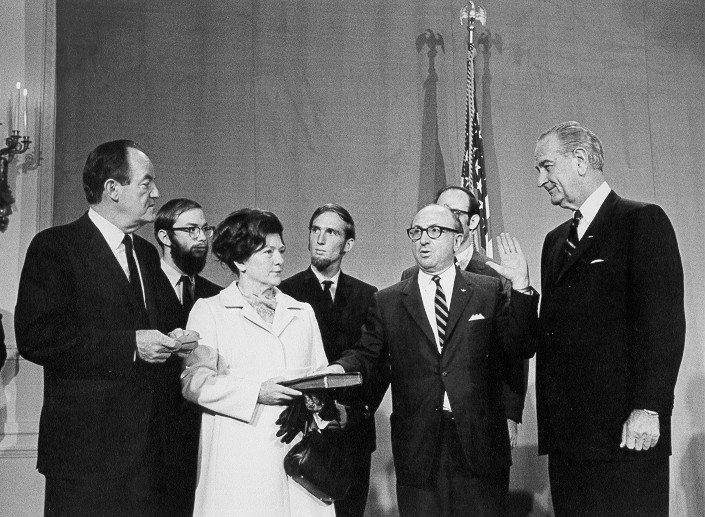
Cohen bei seiner Vereidigung zum Minister im Mai 1968

Wilbur Joseph Cohen (* 10. Juni 1913 in Milwaukee, Wisconsin; † 17. Mai 1987 in Seoul, Südkorea) war ein US-amerikanischer Hochschullehrer, Politiker und Minister für Gesundheits, Bildungs- und Wohlfahrt der Vereinigten Staaten.

## Biografie
Nach dem Besuch der Lincoln High School in Milwaukee studierte er an der University of Wisconsin–Madison und schloss dieses Studium 1934 mit einem Bachelor im Fachbereich Philosophie (Bachelor of Philosophy (Ph.B.)) ab.
1936 wurde er Technischer Berater des Vorsitzenden der öffentlichen Rentenversicherung Social Security und war dort bis 1952 tätig. 1956 nahm er einen Ruf als Professor für öffentliche Wohlfahrtsverwaltung (Public Welfare Administration) an der University of Michigan an und war dort bis zu seinem Tod tätig. Zeitweise war er auch Dekan der Pädagogischen Fakultät der University of Michigan.
1961 trat er in den Regierungsdienst ein und wurde Mitarbeiter im Gesundheits-, Bildungs- und Wohlfahrtsministerium der Vereinigten Staaten. Dort war er zunächst Assistent des Ministers für die Gesetzgebung (Assistant Secretary for Legislation). Im Anschluss war er zwischen 1965 und 1968 Unterstaatssekretär dieses Ministeriums.
Am 16. Mai 1968 wurde er schließlich selbst von Präsident Lyndon B. Johnson zum Minister für Gesundheits, Bildungs- und Wohlfahrt der Vereinigten Staaten (US Secretary of Health, Education, and Welfare) in dessen Kabinett berufen und gehörte diesem bis zum Ende von Johnsons Präsidentschaft am 20. Januar 1969 an.

## Veröffentlichungen
Cohen war darüber hinaus Autor zahlreicher Fachbücher zur Sozial-, Renten- und Arbeitsmarktpolitik der Vereinigten Staaten. Zu seinen wichtigsten Veröffentlichungen gehören:
- Retirement Policies Under Social Security, 1957
- Income and Welfare in the United States, 1962
- The Elimination of Poverty in the United States, 1963
- The Roosevelt New Deal: A Program Assessment Fifty Years After, 1986
- Unemployment Insurance in the United States: The First Half Century, 1993, (Co-Autoren Saul J. Blaustein und William Haber)